# Paul Scherman
Paul Isidor Scherman (* 12. September 1907 in Toronto; † 12. März 1996 ebenda) war ein kanadischer Geiger und Dirigent.

## Leben
Scherman wuchs bis 1920 in London auf, wo er an der Royal Academy of Music Unterricht bei Leon Bergman und Hans Wessely hatte. Nach seiner Rückkehr nach Toronto studierte er am Royal Conservatory of Music Violine bei Luigi von Kunits und nahm privaten Unterricht in Musiktheorie bei Louis Waizman. Später studierte er bei Albert Maieff in New York (1927–30), William Primrose in Toronto und London (1937–39), Demetrius Constantine Dounis in New York (1946–47) und Nadia Boulanger in Paris (1955–57).
Zwischen 1923 und 1926 trat Scherman als Solist in Ontario auf und hatte 1925 sein Rundfunkdebüt bei der CFCA Toronto. Daneben spielte er in verschiedenen Theater- und Rundfunkorchestern und war zwischen 1925 und 1927 Mitglied des New Symphony Orchestra unter Leitung von Luigi von Kunits.
Von 1932 bis 1952 war Scherman Geiger im Toronto Symphony Orchestra (TSO), mit dem er gelegentlich auch als Solist auftrat, bis 1944 unter dem Namen Isidor Scherman. 1947 debütierte er als Dirigent des TSO und wurde dessen stellvertretender Dirigent bis 1955. Zudem dirigierte er verschiedene Orchester für Sendungen der CBC, darunter The Northern Electric Hour und (unter dem Namen Don Miguel) Latin American Serenade. Als einer der Dirigenten des CBC Symphony Orchestra leitete er 1955 die Aufführung von Igor Strawinskis Histoire du soldat beim Stratford Festival. Als Violinsolist nahm er an den Casals-Festivals 1950, 1951 und 1953 in Prades teil.
Nach Engagements beim BBC Scottish Orchestra und dem Wiener Rundfunkorchester (1955) sowie den Wiener Symphonikern (1956) war er von 1958 bis 1960 Mitglied des Royal Symphony Orchestra in London. Danach arbeitete er freiberuflich und wirkte an verschiedenen Studioaufnahmen mit, u. a. auch als Geiger in dem Titel Within You Without You auf dem Beatles-Album Sgt. Pepper’s Lonely Hearts Club Band. Ab den 1980er Jahren lebte er wieder in Toronto. Als Dirigent des Startime Orchestra wirkte Scherman an einem Album von CBC Records mit Glenn Gould mit, in dem NFB-Film Rehearsal dirigiert er die Aufführung einer Komposition Harry Somers’.

## Quelle
- Paul Scherman. In:  Encyclopedia of Music in Canada. herausgegeben von The Canadian Encyclopedia (englisch, französisch).

| Personendaten    | Personendaten                              |
| ---------------- | ------------------------------------------ |
| NAME             | Scherman, Paul                             |
| ALTERNATIVNAMEN  | Scherman, Paul Isidor (vollständiger Name) |
| KURZBESCHREIBUNG | kanadischer Geiger und Dirigent            |
| GEBURTSDATUM     | 12. September 1907                         |
| GEBURTSORT       | Toronto                                    |
| STERBEDATUM      | 12. März 1996                              |
| STERBEORT        | Toronto                                    |